# شلغم‌وش
شلغم‌وش (نام علمی: Rapistrum rugosum) نام یک گونه از تیره شب‌بویان است.